# 1 Combat Engineer Regiment
1 Combat Engineer Regiment ou 1 CER, littéralement le « 1er Régiment du génie de combat », est un régiment des Forces canadiennes de génie militaire dont les membres sont communément appelés sapeurs. Il est stationné à la base des Forces canadiennes (BFC) Edmonton à Edmonton en Alberta. Le régiment fait partie du 1er Groupe-brigade mécanisé du Canada et du Secteur de l'Ouest de la Force terrestre sous le Commandement de la Force terrestre des Forces canadiennes.

## Composition
Le 1 CER est divisé en quatre escadrons :
- 11 Field Squadron (littéralement « 11e Escadron de campagne »)
- 13 Field Squadron (littéralement « 13e Escadron de campagne »)
- 14 Support Squadron (littéralement « 14e Escadron de support »)
- 18 Admin Squadron (littéralement « 18e Escadron d'administration »)

## Annexe